# フィリピンツパイ
フィリピンツパイ（Tupaia everetti）は、登木目ツパイ科ツパイ属に分類される哺乳類。

## 分布
フィリピン（シアルガオ島、ディナガット島、ミンダナオ島）固有種。模式産地はサンボアンガ。

## 形態
登木目最大種。頭胴長（体長）18.2–23.5センチメートル、尾長14.7–17センチメートル、体重220–350グラム。背面の体毛は黄褐色と黒色の混じった暗褐色で、腹部は黄色または赤色。胸部は明色で、肩にオレンジ色の淡い筋が走る。頭部は大型で角張り、鼻面や口吻は長い。側頭窓は小さく、上顎第二門歯は大型。尾は頭胴長よりも短く、赤褐色で毛深い。

## 分類
本種のみでフィリピンツパイ属Urogaleを構成する説もある。2011年に、分子系統解析の結果に基づいてツパイ属に含める説が提唱された。

## 生態
熱帯雨林や山地林に生息する。地上性だが、樹上でも活動する。昼行性で、朝と夕方に活発に動く。地下や崖に巣穴を作る。
食性は雑食で、昆虫などの節足動物、トカゲなどの小型脊椎動物、鳥の卵、果実を食べる。

## 人間との関係
島内では広域に分布しており、普通種であることから絶滅の恐れは低いとされている。生息地の破壊による個体数の減少が懸念されているが、標高1,000メートル以上の生息地では個体数は安定していると考えられている。